# Masajska žirafa
Masajska žirafa  (znanstveno ime Giraffa camelopardalis tippelskirchi ali G. tippelskirchi), imenovana tudi zvezdasta žirafa ali kilimandžarska žirafa, je podvrsta ali vrsta žirafe. Domača je v vzhodni Afriki. Masajsko žirafo najdemo v osrednji in južni Keniji ter v Tanzaniji. Ima značilne, nepravilne, nazobčane, zvezdaste lise, ki segajo do kopit. Srednja izboklina na čelu je običajno prisotna pri samcih.

## Taksonomija
IUCN trenutno priznava samo eno vrsto žirafe z devetimi podvrstam. Masajsko žirafo je opisal in ji dal binomsko ime Giraffa tippelskirchi leta 1898 nemški zoolog Paul Matschie, vendar se trenutna taksonomija nanaša na masajsko žirafo kot Giraffa camelopardalis tippelskirchi. Masajska žirafa je bila poimenovana v čast von Tippelskirchu, ki je bil leta 1896 član nemške znanstvene odprave v Nemško Vzhodno Afriko v sedanji severni Tanzaniji. Tippelskirch je prinesel kožo samice masajske žirafe iz bližine jezera Eyasi, ki je bila kasneje na identificirana kot Giraffa tippelskirchi. Alternativne taksonomske hipoteze so predlagale, da je masajska žirafa lahko lastna vrsta.

## Opis
Masajsko žirafo odlikujejo nazobčane lise na telesu, geografska razširjenost vključno z južno Kenijo in celotno Tanzanijo, ter genetski dokazi. Je največja vrsta žirafe, zaradi česar je najvišja kopenska žival na Zemlji.

## Zaščita
IUCN meni, da so masajske žirafe ogrožene. Populacija masajskih žiraf se je v zadnjih desetletjih zmanjšala za 52 % zaradi krivolova in izgube habitata. Na splošno se približno število vseh populacij v divjini nabere na 32.550. Demografske študije divjih žiraf, ki živijo znotraj in zunaj zavarovanih območij, kažejo na nizko preživetje odraslih zunaj zavarovanih območij zaradi krivolova in nizko preživetje telet znotraj zavarovanih območij zaradi plenilstva. To sta glavna vpliva na stopnje rasti populacije. Na preživetje telet žirafe vpliva sezona rojstva  ter sezonska lokalna prisotnost ali odsotnost čred gnujev in zeber, ki se selijo na velike razdalje. Analiza metapopulacij je pokazala, da so zavarovana območja pomembna za ohranjanje žiraf v širši pokrajini. Ohranjanje masajskih žiraf in situ izvaja več vladnih agencij, vključno z Kenijsko službo za divje živali, Tanzanijski narodnimi parki, Zambijsko upravo za divje živali in nevladne organizacije, vključno s Fundacijo PAMS in Zavodom za divjo naravo. Območja ohranjanja prostoživečih živali v skupnosti so se izkazala tudi za učinkovita pri zaščiti žiraf. V več živalskih vrtovih so samice masajske žirafe zanosile in uspešno kotile.

## Galerija
- Masajska žirafa v narodnem parku Serengeti v Tanzaniji
- Detajl glave, posnet v živalskem in botaničnem vrtu Cincinnati
- Dve masajski žirafi v narodnem parku Mikumi
- Dve teden dni stari masajski žirafi v Serengetiju v Tanzaniji
- Bližnji pogled na glavo žirafe v Masai Mari